# Hiago de Oliveira Ramiro
Hiago de Oliveria Ramiro (Ariquemes, 20 september 1991), ook wel kortweg Hiago genoemd, is een Braziliaans voetballer. De aanvaller speelt sinds januari 2018 voor Kalmar FF, dat uitkomt in de Zweedse Allsvenskan.

## Carrière
Hiago belandde op 27 juni 2013 bij FK Senica. De club huurde hem voor een jaar van Arapongas. Hiago debuteerde op 13 juli 2013 voor Senica tijdens de met 2-1 verloren wedstrijd tegen FC Spartak Trnava. De Braziliaan speelde 31 wedstrijden voor Senica, daarna keerde hij terug naar zijn thuisland.
Kalmar FF haalde Hiago opnieuw naar Europa. De Zweedse club nam de aanvaller in januari 2018 transfervrij over van Fortaleza. Hiago begint al basisspeler, maar verdwijnt al snel naar de bank. Na één seizoen keert hij terug naar Brazilië om te gaan spelen voor Alagoano.